# Miss Peregrine. La casa dei ragazzi Speciali

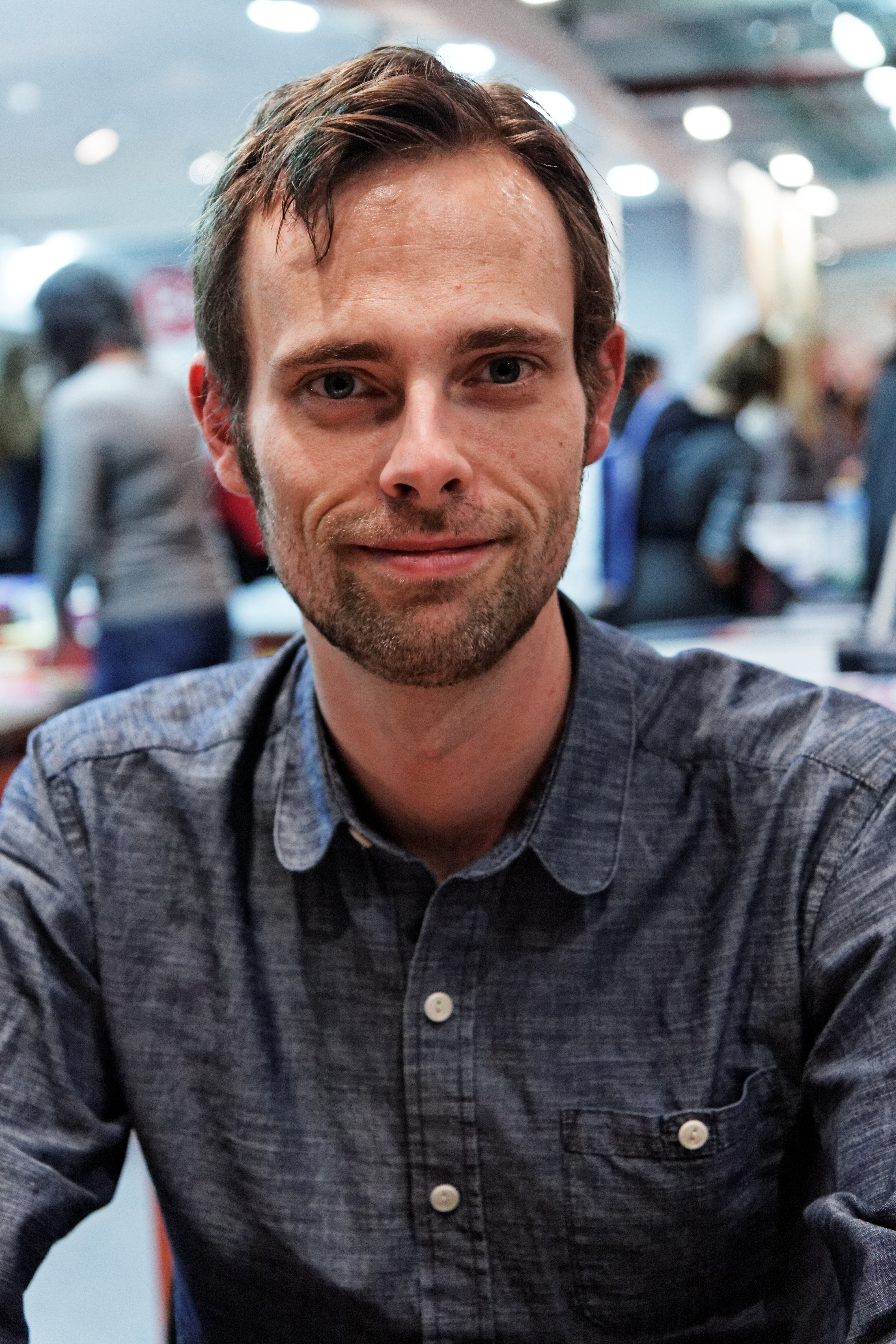
Ransom Riggs, l'autore della serie

Miss Peregrine. La casa dei ragazzi Speciali è una serie di romanzi fantastici - più una raccolta di racconti - scritti tra il 2012 e il 2018 dall'autore statunitense Ransom Riggs. Hanno riscosso un notevole successo tra il pubblico, e hanno venduto più di 5 milioni di copie. La serie si compone di una trilogia, formata da La casa dei ragazzi Speciali di Miss Peregrine, Hollow City e La biblioteca delle anime, e altri tre romanzi, La mappa dei giorni, La conferenza delle Ymbryne e Le desolazioni di Devil's Acre. Ambientata principalmente nell'isola di Cairnholm, nel Galles, e negli Stati Uniti, la serie parla delle avventure di Jacob "Jake" Portman, che scopre l'esistenza dei ragazzi Speciali, dei reietti della società con poteri sovrannaturali, che vivono nella casa di Miss Peregrine, che li protegge dagli attacchi degli Spiriti Vacui. Jacob scopre di essere uno di loro quando capisce di essere l'unico in grado di vedere gli Spiriti Vacui, abilità tramandatagli da suo nonno, Abraham Portman, famoso tra gli Speciali come un grande cacciatore di Vacui.
Nel 2016 dal primo libro è stato tratto il film  Miss Peregrine - La casa dei ragazzi speciali , diretto da Tim Burton. I protagonisti, Jacob, Emma e Miss Peregrine sono interpretati, rispettivamente, dagli attori Asa Butterfield, Ella Purnell e Eva Green.
Il quinto libro della serie dalla traduzione italiana intitolata La conferenza delle Ymbryne: il quinto libro di Miss Peregrine, la casa dei ragazzi Speciali, è stata pubblicata dalla casa editrice Rizzoli nel febbraio 2020.

## Libri

### La casa dei bambini speciali di Miss Peregrine, pubblicato nel 2012
Dopo la morte del nonno, Jacob Portman decide di lasciare gli Stati Uniti per recarsi a Cairnholm, luogo dove, secondo le storie che era solito raccontargli il nonno, si trova la casa dei ragazzi Speciali di Miss Peregrine. La casa, però, è stata distrutta il 3 settembre 1943, durante la seconda guerra mondiale, così Jacob scopre che, secondo l'intera isola, tutti i ragazzi che ci abitavano sono morti. Non arrendendosi, decide di andare nelle rovine, e incontra i ragazzi Speciali: reietti che possiedono poteri speciali come il controllo del fuoco, la levitazione e la superforza. Essi gli dicono che, grazie ai poteri di Miss Peregrine, una ymbryne, sono sopravvissuti al bombardamento, e vivono in un anello temporale che li tiene al sicuro dal mondo esterno. Jacob scopre così che suo nonno aveva ragione, nonostante tutti lo definissero pazzo, e così decide di rimanere alla casa per aiutare i ragazzi Speciali a proteggersi dagli Spiriti Vacui: ex Speciali trasformati in mostri da un esperimento fallito, che si nutrono delle anime degli Speciali giovani per tornare umani.
Questo libro per giovani adulti venne originariamente pensato come un libro di immagini riproducente fotografie che Riggs aveva collezionato, ma su suggerimento dell'editore Quirk Books, lo scrittore usò le fotografie come traccia per la stesura del romanzo. Riggs era un collezionista di fotografie, ma aveva bisogno di qualcosa di più per il suo romanzo. Incontrò Leonard Lightfoot, un noto collezionista di Pasadena che lo presentò ad altri collezionisti. Ne scaturì la storia di un ragazzo che segue gli indizi tratti da vecchie fotografie di suo nonno, che lo porteranno in un grande orfanotrofio abbandonato su un'isola gallese.

### Hollow City - Il ritorno dei ragazzi speciali di Miss Peregrine, pubblicato nel 2014
Dopo il rapimento di Miss Peregrine, che è intrappolata nella sua forma di rapace, Jacob e gli Speciali partono alla volta di Londra per trovare le ultime ymbryne superstiti, che possano essere in grado di aiutare Miss Peregrine a tornare nella sua forma umana prima che sia troppo tardi e che diventi un uccello permanentemente. Solo quando la loro missione è compiuta, gli Speciali capiscono di essere stati ingannati, infatti, per tutto il loro viaggio, hanno cercato di aiutare il fratello di Miss Peregrine, e non lei, che è stata catturata ed è tenuta prigioniera nelle mani degli Spiriti Vacui. Così gli Speciali vengono rapiti e portati nella Londra dell'epoca Vittoriana.

### La biblioteca delle anime, pubblicato nel 2016
Emma e Jacob, scampati dal rapimento degli Speciali, si recano nella Londra Vittoriana con l'aiuto di Addison MacHenry, un cane parlante Speciale che riesce a fiutare le tracce dagli altri Speciali, per ritrovare i loro amici e Miss Peregrine. Giunti a Devil's Acre, in un anello dell'800, scoprono che Miss Peregrine è tornata umana, ma Caul, suo fratello, insieme a Bentham, obbligano gli speciali a seguirli nella biblioteca delle anime, dove avviene una battaglia che culmina con il crollo della biblioteca sui due malfattori. Gli Speciali sono così al sicuro, e Jacob ritorna negli Stati Uniti, dove lo aspetta una sorpresa: poco prima che i suoi genitori lo portino in una clinica psichiatrica, Miss Peregrine e i suoi amici compaiono davanti alla casa dei Portman, per stare con Jacob dopo che i loro orologi interni sono stati azzerati, così da non dover invecchiare in pochi minuti di tutti gli anni passati nell'anello.

### La mappa dei giorni, pubblicato nel 2018
Il libro racconta di come gli Speciali amici di Jacob, inclusa Miss Peregrine, vengono a stare a casa del ragazzo, anche se i suoi genitori non ne sono contenti. Miss P ha creato un anello nel magazzino degli attrezzi del cortile di Jacob, così da poter andare a Devil's Acre ogni volta che vogliono. Jacob decide di partire con i suoi amici per una delle missioni di Abe, suscitando la disapprovazione e la rabbia della ymbryne.

### La conferenza delle Ymbryne, pubblicato nel 2020
Jacob cerca di portare a compimento, da solo, l'impresa che H gli ha affidato, pensando che i suoi amici non vogliano più seguirlo. Poi, loro lo aiuteranno a chiarire la profezia e a portare a termine il suo compito.
Le desolazioni di Devil's Acre, pubblicato nel 2021
Jacob e Noor ce l'hanno fatta, sono misteriosamente riusciti a fuggire prima che l'anello di V collassasse. L'ultima cosa che Jacob ricorda di avere visto, mentre tutto sprofondava nel buio, è un volto spaventoso, raccapricciante, conosciuto: il volto di Caul, il perfido fratello di Miss Peregrine, tornato infine dal regno dei morti. Le predizioni più terrificanti dell'antica profezia cominciano ad avverarsi e l'intero mondo Speciale rischia di essere spazzato via. La base per organizzare la linea di difesa è Devil's Acre, ma quando Jacob e Noor vi giungono lo trovano infestato da una serie di calamità. "Desolazioni" le chiamano le ymbryne: dal cielo cadono ossa, piove sangue, nevica cenere; e l'aria vibra del grido di battaglia di Caul. Per sconfiggerlo, i ragazzi dovranno affidarsi solo al loro coraggio e alle capacità di mangialuce di Noor, incaricata di ristabilire un futuro di libertà e pace.

### I racconti degli Speciali
Una raccolta di fiabe popolari riguardanti gli Speciali, più volte citate da essi durante la saga. Narrano le origini delle ymbryne e storie di altri Speciali, ignari delle loro capacità, ma che infondono al lettore morali inquiete e peculiari. Le storie, nell'ordine in cui vengono presentate nel libro, sono: Gli splendidi cannibali, La prima ymbryne, La principessa dalla lingua biforcuta, La donna che era amica dei fantasmi, Cocobolo, I piccioni di Saint Paul, La ragazza che domava gli incubi, La locusta, Il ragazzo che sapeva trattenere il mare, Il racconto di Cuthbert.

## Glossario degli Speciali
- Speciali — Ramo invisibile di ogni specie, umana o animale, benedetta - e maledetta - da poteri soprannaturali, quali l'evocare il fuoco dalle dita o l'essere leggeri come l'aria. Onorati nei tempi antichi, temuti e perseguitati in quelli più recenti, gli Speciali sono reietti che vivono nell'ombra.
- Anelli — Area circoscritta all'interno della quale un unico giorno continua a ripetersi all'infinito. Creati e sorvegliati dalle ymbryne per salvaguardare dai pericoli gli speciali posti sotto la loro tutela, gli anelli ritardano per sempre l'invecchiamento di chi li abita. Ma chi vive in un anello non è affatto immortale: ogni giorno «saltato» si accumula in un debito, che viene riscosso provocando un veloce e orribile invecchiamento nel caso lo Speciale si attardi troppo a lungo all'esterno del proprio anello.
- Ymbryne — Matriarche mutaforma degli Speciali. Possono trasformarsi in uccelli, se lo desiderano, manipolare il tempo, e hanno il compito di proteggere i ragazzi Speciali. Nell'antico Idioma degli Speciali, la parola ymbryne significa «rivoluzione, circuito».
- Spiriti Vacui — Ex Speciali dalle fattezze mostruose che hanno fame delle anime dei loro antichi fratelli. Somigliano a cadaveri avvizziti, eccezion fatta per l'energica mascella che cela al proprio interno un groviglio di lingue tentacolari. Prima di una recente innovazione, essi non potevano entrare negli anelli.
- Spettri — Se un Vacuo mangia un numero sufficiente di anime degli Speciali diventa uno Spettro. Essi sono visibili a chiunque e sembrano Normali in tutto e per tutto, tranne che per gli occhi completamente bianchi e privi di pupilla. Scaltri, manipolatori e bravissimi a mimetizzarsi, lavorano da anni per infiltrarsi tra i Normali e gli Speciali.

## Personaggi

### Ragazzispeciali.
- Jacob Portman — È il protagonista e nipote di Abraham Portman, e da lui ha ereditato il suo potere, che consiste nel vedere gli Spiriti Vacui, invisibili all'occhio umano e Speciale. È innamorato di Emma, e ha deciso di aiutare Miss Peregrine nella battaglia contro gli Spettri. Ha sedici anni.
- Emma Bloom — È una ragazzina capace di far scaturire fiamme dalle proprie mani, perciò tutto il suo corpo è ignifugo. Ha un carattere da leader, infatti dopo la scomparsa di Miss Peregrine sarà lei a prendere il comando nelle ricerche della ymbryne. Nell'adattamento cinematografico, Emma è invece la ragazza più leggera dell'aria.
- Bronwyn Bruntley — Appare come un'adolescente. Bronwyn è intrisa di forza incredibile come suo fratello Victor. Viene considerata un'altra figura materna oltre a Miss Peregrine per i ragazzi più piccoli, come Olive e Claire nel libro. Bronwyn è estremamente leale e di buon cuore e capace di fare di tutto per i suoi amici.
- Enoch O'Connor — Egli è capace di resuscitare e dare vita ad oggetti inanimati per un limitato periodo di tempo. Sembra una persona senza cuore, ma è qualcuno che si preoccupa realmente per coloro a cui tiene. È molto sarcastico.
- Horace Somnusson — Riesce ad avere sogni profetici. Segue la moda dell'epoca, ed è comunemente vestito in giacca e cravatta, con un cappello a cilindro e un monocolo. Parla con un accento inglese ed è pretenzioso e altezzoso. Egli è anche molto vile e si conferma essere il personaggio più comico della trilogia, con molte battute divertenti.
- Fiona Frauenfeld — Appare come un'adolescente poiché vive nell'anello temporale. Ha un'affinità con le piante e può farle crescere o morire ogni volta che le piace, anche se quest'ultima cosa è abbastanza rara. Ha l'immunità alla maggior parte dei veleni e sostanze tossiche. Si mantiene in uno stato trasandato, per alcuni aspetti, come le sue amate piante e non parla praticamente mai.
- Hugh Apiston — Appare come un adolescente poiché risiede nell'anello temporale. Ha una grande empatia con le api. Le immagazzina nel suo stomaco per proteggerle e può farle uscire quando vuole. Hugh è innamorato di Fiona, ricambiato da lei. Gli altri Speciali ritengono che dato che l'uno controlla le api e l'altra le piante, la loro attrazione reciproca sia naturale.
- Millard Nullings — Appare come un giovane adolescente e ha la straordinaria peculiarità di essere invisibile. Purtroppo, a causa della sua peculiarità, non può mai essere visto e così indossa gli abiti, la maggior parte delle volte, su richiesta di Miss Peregrine. Egli è anche estremamente ben versato in tutte le cose particolari, e documenta gli eventi di ogni essere vivente sull'isola durante il giorno che si ripete nell'anello.
- Olive Elephanta — Una dei più giovani ragazzi Speciali. Lei è leggera come l'aria, infatti indossa degli scarponi speciali fatti di piombo che la tengono salda a terra (nell'adattamento cinematografico di Tim Burton, Olive Elephanta è invece la ragazza capace di evocare le fiamme, innamorata di Enoch).
- Claire Densmore — La più giovane dei ragazzi Speciali, ha la peculiarità di avere una bocca in più nella parte posteriore della testa con i denti estremamente aguzzi, nascosta sotto i suoi riccioli biondi.
- Addison MacHenry— Vive nel serraglio di Miss Wren ed è uno dei due unici animali, che vi si trovano, che parlano. Come potere riesce a fiutare le tracce degli speciali anche ad enormi distanze. Aiuta Emma e Jacob a penetrare nella fortezza degli spettri (terzo libro).
- Melina Manon — Una Speciale che risiedeva in un anello temporale, dopo la cattura della sua ymbryne, Miss Wren, decise di rimanere nella casa e di non scappare, dando per morti i suoi ex compagni e amici. Ha il potere della telecinesi.
- Joel-E-Peter — Sono due fratelli ciechi, che come i pipistrelli possono orientarsi al buio grazie a dei suoni emessi che rimbombano sugli oggetti circostanti, dando loro la posizione esatta di tutto. Quando non si tengono per mano e vengono separati con la forza, emettono degli ultrasuoni che distruggono tutti i vetri vicini.
- Sam e Esme — Sono due sorelle sopravvissute al bombardamento della loro casa. Sam è Speciale, infatti quando viene trafitta da un'asse di legno non si fa niente, e sembra essere indifferente al grosso buco che si è formato nel suo petto. Esme, invece è Normale, perciò la sorella ha rifiutato l'invito di una ymbryne a risiedere nel suo anello.
- Althea — Una Speciale di Miss Wren, era l'apprendista ai grandi archivi degli speciali, fino a quando i Vacui attaccano l'edificio, allora lei, con la sua abilità, congela l'intero palazzo intrappolando gli spiriti nel ghiaccio.
- Noor — Una Speciale originaria dell'India, è orfana e vive a New York. La sua abilità consiste nel catturare tutta la luce presente nell'aria di una qualsiasi stanza, facendola piombare in un'oscurità profonda. È capace di inghiottire la luce e lanciarla contro le persone, carbonizzandole.

### Ymbrynes
Una Ymbryne è un particolare tipo di Speciale che può trasformarsi in un uccello ed è in grado di creare e mantenere un anello. Si tratta sempre di soggetti di sesso femminile e proteggono i ragazzi Speciali, gli adulti e gli animali, spesso salvandoli da situazioni terribili.
- Miss Alma Peregrine — Miss Alma LeFay Peregrine è la direttrice della scuola. È una donna delicata, che ama fumare la pipa e adora il suo lavoro, anche se a volte può essere eccessivamente rigorosa. Viveva nell'anello di Miss Avocet quando era giovane e può trasformarsi in un falco pellegrino.
- Miss Esmeralda Avocet— Miss Avocet è una donna anziana dei primi anni dell'era vittoriana in Inghilterra. Il suo anello è stato invaso da Spettri e Vacui, costringendola a ritirarsi nel ciclo di Miss Peregrine. Può trasformarsi in un'avocetta.
- Miss Finch — Molto poco si conosce sul suo conto. Può trasformarsi in un fringuello ed ha una zia sotto forma di fringuello.
- Miss Balenciaga Wren — Miss Wren è la direttrice di un serraglio per animali Speciali. Può trasformarsi in uno scricciolo.
- Miss Millicent Thrush — Miss Thrush aveva un anello per ragazzi Speciali a Londra. Può trasformarsi in un tordo.
- Miss Billie e Miss Annie — sono due semiymbryne, ovvero due speciali che possono controllare il tempo, ma non hanno le altre comuni abilità delle normali ymbrine. In America sono poste al comando degli anelli, dopo la scomparsa di tutte le altre ymbrine, come Miss Honeytrush , ma non sono in grado di far ripartire gli anelli, e una volta al mese un tale addetto all'azzeramento degli anelli svolge il compito al posto loro.

### Nonspeciali
- Maryann Portman — Maryann è la madre di Jacob e moglie di Franklin. Crebbe in una famiglia ricca e ancora oggi vive nell'agiatezza ed è molto protettiva nei confronti di Jacob.
- Susan Portman — Susan è l'amata zia di Jacob. Gli ha dato la copia di suo nonno dei poemi di Ralph Waldo Emerson, che hanno condotto Jacob nella sua avventura in Galles.
- Franklin Portman— Padre di Jacob, ha sposato Maryann, è fratello di Susan e figlio di Abraham. È alle prese con un libro sull'ornitologia da anni, ma si scoraggia spesso e accantona i progetti per intraprenderne di nuovi.
- Ricky — È il migliore, e unico, amico di Jacob, finche egli non si reca a Cairnholn per trovare gli speciali.
- Lilly — Lilly è la migliore amica di Noor, e frequenta la sua stessa scuola superiore a New York. È cieca, e vede solo il 10% della luce. È molto amica con Millard, e capisce fin da subito che il ragazzo è invisibile.

### Antagonisti
- Dottor Golan — L'antagonista principale dei primi libri, si finge il terapeuta di Jacob per ottenere informazioni sull'anello, per poi catturare Miss Peregrine per ripetere l'esperimento che l'aveva trasformato in mostro.
- Caul — Il fratello di Alma, è stato lui a salvare i ragazzi dal sottomarino e ha consentito loro di accedere al serraglio di Miss Wren e di trovare la stessa, l'unica ymbryne che era riuscita a sfuggire alla cattura. Contattando gli altri Vacui, rapisce ogni persona Speciale nella costruzione.

## Adattamenti

### Romanzo grafico
Un adattamento sotto forma di romanzo grafico del primo libro è stato realizzato da Cassandra Jean nel novembre 2013. In Italia è edito dal 12 gennaio 2016.

### Miss Peregrine - La casa dei ragazzi speciali

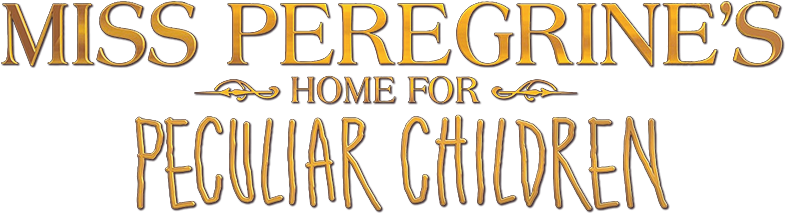
Logo originale del film

I diritti cinematografici del romanzo di Ransom Riggs furono venduti alla 20th Century Fox nel maggio del 2011.
Nel novembre, Deadline Hollywood ha riportato che Tim Burton era in trattative per dirigere il film e scegliere degli sceneggiatori. Nel dicembre dello stesso anno, Jane Goldman venne scelta per adattare la storia in un copione.
Il 28 luglio 2014, Eva Green viene scelta per interpretare la protagonista del film; sono state considerate anche Mischa Barton, Lucy Hale e Alison Sudol. Il 24 settembre 2014 è stato annunciato che Asa Butterfield era stato visto per il secondo ruolo da protagonista come scelta di Burton, ma che a quel tempo non gli era stato ancora offerto il ruolo. Il 5 novembre 2014, a Ella Purnell è stato offerto un ruolo ed Asa Butterfield è stato in trattative finali per unirsi al film; è stato anche riferito che a Butterfield è stato offerto il ruolo di protagonista maschile ed è stata la scelta preferita. Il 6 febbraio 2015, Samuel L. Jackson è stato aggiunto al cast per interpretare Mr. Barron, mentre Butterfield è stato confermato per il secondo ruolo da protagonista. Terence Stamp, Chris O'Dowd, Rupert Everett, Kim Dickens e Judi Dench sono stati annunciati nel cast il 12 marzo 2015.
Le riprese del film iniziano il 24 febbraio 2015 nella Tampa Bay Area, in Florida, e si spostano poi nelle contee della Florida di Hillsborough e Pinellas. Altre riprese si svolgono nel Regno Unito, tra le contee di Cornovaglia e Blackpool, ed in Belgio.
Dopo le anteprime per la stampa statunitense, le prime recensioni del film sono state contrastanti: Collider.com lo definisce "una forma di intrattenimento usa e getta", The Hollywood Reporter aggiunge che "il film funziona per la prima ora, lasciando poi spazio al cinema commerciale e contemporaneo, pieno di effetti speciali e CGI che mette da parte la narrazione", mentre Variety ne loda la sceneggiatura di Goldman.

## Accoglienza
Il personaggio di Miss Peregrine è stato accolto positivamente dai lettori e dalla critica. A proposito dell'interpretazione della Green nell'adattamento cinematografico, Peter Travers, della rivista Rolling Stone dice: 
Jordan Hoffman di The Guardian descrive la Miss Peregrine della Green come "una che ha appena sentito una battuta che è meglio non condividere"
Il primo romanzo divenne un best seller del New York Times. Raggiunse la posizione #1 della Children's Chapter Books list il 29 aprile 2012, dopo essere stato in graduatoria per 45 settimane, rimanendovi fino al 20 maggio, quando passò al quarto posto I critici elogiarono generalmente il libro per l'uso creativo di fotografie d'epoca, così come per la buona caratterizzazione e le impostazioni.
Miss Peregrine's è rimasto per 70 settimane nella lista dei best seller del The New York Times dei libri per ragazzi. Ha raggiunto la prima posizione nella lista il 29 aprile 2012 dopo 45 settimane di permanenza. Vi rimase fino al 20 maggio quando retrocesse in quarta posizione. Uscì definitivamente dalla lista il 9 settembre 2012, dopo 63 settimane.
Secondo quanto scritto da Deborah Netburn sul Los Angeles Times, la parte migliore del romanzo è "una serie di foto in bianco e nero sparse per il libro". Publishers Weekly classificò il libro "una piacevole, eccentrica lettura caratterizzata da personaggi ben sviluppati, con un paesaggio gallese credibile, e alcuni mostri molto raccapriccianti."